# ديركسية بحيرية
ديركسية بحيرية (الاسم العلمي: Derxia lacustris) هي نوع من البكتيريا، سلبية الغرام، تتبع جنس الديركسية.